# 간미연의 러브나잇
간미연의 러브나잇은 SBS 러브FM(수도권 FM 103.5㎒)에서 베이비복스의 멤버 간미연의 진행으로 방송했던 오락 전문 라디오 프로그램이다.

## 역사
2021년 2월 22일에 첫방송을 시작했으며, 원래는 《간미연의 러브나인》이라는 제목으로 1시간 방송이었으나, 2021년 9월 13일부터 "간미연의 러브나잇"으로 제목이 변경되면서 2시간 방송으로 확대되어 방송하다가, 2023년 10월 15일 방송을 마지막으로 2년 만에 폐지되었다.

## 역대 방송시간
| 방송 채널  | 방송 기간                          | 방송 시간                 | 제목              |
| ---------- | ---------------------------------- | ------------------------- | ----------------- |
| SBS 러브FM | 2021년 2월 22일 ~ 2021년 9월 12일  | 매일 밤 9:00 ~ 밤 10:00   | 간미연의 러브나인 |
| SBS 러브FM | 2021년 9월 13일 ~ 2023년 10월 15일 | 매일 저녁 8:05 ~ 밤 10:00 | 간미연의 러브나잇 |

## 청취 가능 지역
이 프로그램은 수도권에서만 라디오를 통해 청취가 가능했으며, 다른 지역에서는 SBS 홈페이지의 러브FM 실시간 듣기 또는 인터넷 라디오 고릴라를 통해서만 청취가 가능했다.

## 일부 지역 자체 방송
다음 프로그램은 평일 밤 8시 5분에 방송했다.
| 프로그램   | 지역                 | 방송국 | 진행자 |
| ---------- | -------------------- | ------ | ------ |
| 온나라디오 | 부산광역시, 경상남도 | KNN    | 이해리 |

다음 프로그램은 주말 밤 8시에 방송했다.
| 프로그램    | 지역                 | 방송국 | 진행자 |
| ----------- | -------------------- | ------ | ------ |
| 라디오 라떼 | 부산광역시, 경상남도 | KNN    | 조문경 |